# Rolfodon goliath
Rolfodon goliath è una specie di grande squalo dal collare che visse durante la fase tardo Campana del tardo Cretaceo nel bacino meridionale del Benguela dell'Angola. È stato descritto di Miguel Telles Antunes e Henri Cappetta nel 2002 durante le fasi iniziali del progetto PaleoAngola. Originariamente era descritta come specie appartenente al genere Chlamydoselachus; Cappetta, Morrison & Adnet (2019) lo hanno trasferito al genere clamidoselachide Rolfodon.
L'olotipo, MUS ANG 23, è piuttosto grande. Questo dente è alto circa 20 mm ed è caratterizzato da cuspidi dritte e verticali con smalto liscio privo di ornamenti.
]